# Європейська премія з літератури
Європейська премія з літератури — загальноєвропейська премія, запроваджена в 2005 році рамках програми з культури, яку присуджує Європейський Союз у співпраці з професійними та творчими асоціаціями.

## Переможці
| Рік  | Автор                       | Національність  | Прим        |
| ---- | --------------------------- | --------------- | ----------- |
| 2006 | Антоніо Гамонеда            | Іспанія         |             |
| 2006 | Бу Карпелан                 | Фінляндія       | [ 2 ] [ 3 ] |
| 2007 | Тадеуш Ружевич              | Польща          | [ 4 ]       |
| 2008 | Танкред Дорст               | Німеччина       |             |
| 2009 | Кікі Дімула                 | Греція          | [ 5 ]       |
| 2010 | Тоні Гаррісон               | Велика Британія | [ 6 ]       |
| 2011 | Драго Янчар                 | Словенія        | [ 7 ]       |
| 2012 | Маканін Володимир Семенович | Росія           | [ 8 ]       |
| 2013 | Еррі Де Лука                | Італія          |             |
| 2014 | Йон Фоссе                   | Норвегія        | [ 9 ]       |
| 2016 | Яан Каплінський             | Естонія         | [ 10 ]      |